# Eurhodia relicta
Eurhodia relicta is een zee-egel uit de familie Cassidulidae.
De wetenschappelijke naam van de soort werd in 1990 gepubliceerd door Rich Mooi.